# Operação Nêmesis
Operação Nemesis (em armênio/arménio: «Նեմեսիս» գործողութիւն; romaniz.: Nemesis gortsoghut'iun) foi uma operação secreta da Federação Revolucionária Armênia (Dashnaktsutyun), realizada a partir de 1920 a 1922, durante o qual um número de ex-Otomanos, políticos Azerbaijanis e militares foram assassinados por seu papel no Genocídio armênio. Shahan Natalie e Armen Garo foram considerados idealizadores da operação. O nome foi em homenagem à deusa grega da vingança e retribuição divina, Nemesis.

## Antecedentes
A Federação Revolucionária Armênia (ARF) foi ativa dentro do Império Otomano no início da década de 1890, com o objetivo de unificar os pequenos grupos no império que defendia a reforma e um certo grau de autonomia dentro deste. Os membros da ARF formaram a fedayi, grupos de guerrilha, que ajudou a organizar auto-defesa dos civis arménios. Em julho–agosto de 1914, o 8º congresso da ARF foi um acontecimento marcante. Os membros do Comitê de União e Progresso pediu ajuda na conquista da Transcaucásia por incitar uma rebelião de russo armênios contra o exército russo em um evento da Campanha do Cáucaso. Os Arménios concordou em permanecer fiéis ao seu governo, mas declarou a sua incapacidade para aceitar a outra proposta.
Importantes membros da ARF estavam entre os intelectuais arménios na deportação de 24 de abril de 1915, em Constantinopla. As pessoas presas foram transferidas para dois centros de detenção perto de Ancara, sob ordem do Ministro do Interior Mehmed Talat, e, principalmente, foram mortos.
Em 1919, após o Armistício de Mudros, as Cortes Marciais de 1919 e 1920 foram reunidas em Constantinopla, durante alguns dos principais autores do Genocídio armênio foram condenados e sentenciados à morte. O Reino Unido apreendeu algumas dos autores Otomanos em várias prisões em Constantinopla, após a corte não realizar julgamentos justos, e transportou-os para a colônia britânica de Malta. Lá, os Malta exilados (assim chamados pelas fontes turcas) foram, depois do encarceramento de Mustafa Kemal Atatürk, parente de Lord Curzon, absolvidos e trocados por prisioneiros de guerra britânicos, no novo governo turco de Atatürk. Uma vez que não houve leis internacionais no lugar em que eles poderiam ser julgados, os homens que orquestrou o genocídio viajaram relativamente livremente por toda a Alemanha, a Itália e a Ásia Central.

## Congresso em Yerevan
Em 28 de Maio de 1918, o Conselho Nacional Armênico, um grupo de profissionais com base em Tiflis , declarou a independência da Primeira República da Armênia. Hovhannes Kachaznuni e Alexander Khatisyan, ambos membros da ARF, mudou-se para Yerevan, para os armênios tomarem o poder que foi emitido o anúncio oficial da independência da armênia em 30 de Maio de 1918. Yerevan tornou-se a capital da cidade em Arménia. Nesta cidade, a partir de 27 de setembro até final de outubro de 1919, o ARF convocou o 9º Congresso Geral.
A questão da justiça contra os responsáveis pelo Genocídio armênio estava na agenda do congresso. Havia muitos delegados armênios russos que vociferaram objeções, e foi decidido conseguir a justiça através da força armada. Membros do gabinete da ARF, especificamente Simon Vratsyan, Ruben Ter Minasian e Ruben Darbinian, foram em oposição a operação de Shahan Natalie. No entanto, uma "lista negra" foi criada, contendo os nomes de 200 pessoas consideradas responsáveis por organizar o genocídio contra o povo armênio.

### Operação

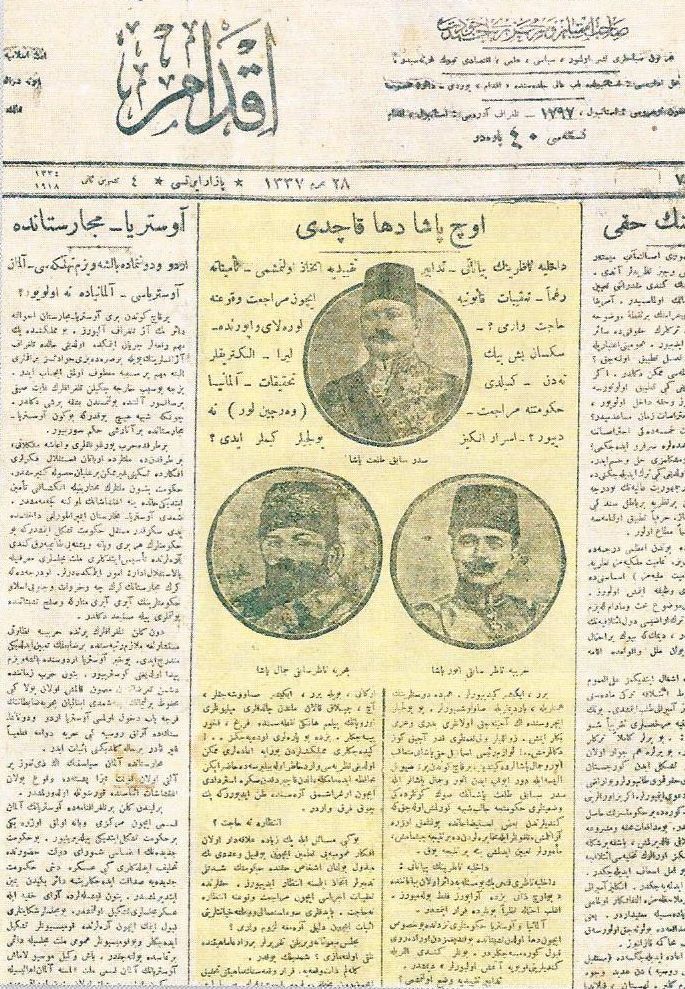
A primeira página do Otomano jornal Ikdam em 4 de novembro de 1918, depois dos Três Paxás fugir do país após a primeira Guerra Mundial. Mostrando da esquerda para a direita: Djemal Pasha; Talaat Paxá; Enver Pasha. {Nota: Enver Pasha foi morto em 4 de agosto de 1922, por um Exército Vermelho da Cavalaria Bashkir numa brigada sob Hakob Melkumian.}

O líder do grupo responsável pela tarefa foi Shahan Natalie, trabalhando com Grigor Merjanov. Para Natalie, o principal alvo foi Talaat Paxá, quem Shahan chamou de "Número Um". A missão de matar Talaat foi confiada a Soghomon Tehlirian. Natalie tinha o objectivo de transformar o julgamento de Tehlirian em político para os responsáveis pelo Genocídio armênio. Em suas memórias, Natalie revelou suas ordens, para Tehlirian: "você explodir o crânio do Número Um, do assassino de uma nação e você não tente fugir. Você vai está lá, com seu pé sobre o cadáver e se entregar para a polícia, viram algemar você."

## Rescaldo
Em 24 de julho de 1923, o Tratado de Lausanne, em Lausanne, Suíça, estabeleceu a questão da Anatólia e a Leste Trácio no particionamento do Império Otomano, e pela anulação do Tratado de Sèvres, que foi assinado pelo governo otamano baseado em Constantinopla 
Após a Sovietização da Armênia, muitos da Primeira República Armênia expatriados os ativistas revolucionários que não colaborou com os ativistas Azeri e Turk Armenophobe para recuperar o controle governamental. Esta política foi o oposto do que pretendia Shahan Natalie que: "ao Longo e acima do Turquia, os armênios não tem nenhum inimigo, e a vingança armênia é justa e piamente." Houve profunda dissidência em ambos os lados, mas ainda não a ponto de separação. Para evitar a provável vitória dos "combatentes da liberdade" no 11º Congresso Geral da ARF (27 de Março a 2 de Maio de 1929), na véspera da reunião, o Gabinete começou uma "campanha de limpeza." O primeiro a ser "removido" do partido foi Natalie. "Conscientemente" (sua definição), tendo entrado para a ARF e injustamente separado, Shahan Natalie escreveu sobre isso: "Com Shahan começou novamente o que tinha começado com Antranig; Shanan secretaria de membro, foi 'derrubado'". Depois de Shahan, foram sucessivamente depostos Haig Kntouni, do Exército Bagrevandian da República Oficial Armênia com seu grupo, Glejian e Tartizian com os seus partidários, General Smbad, Ferrahian com seu grupo, "Mardgots"-istas, o Mgrdich Yeretziants, Levon Mozian, Vazgen Shoushanian, Mesrob Kouyoumjian, Levon Kevonian e muitos outros. Como um protesto por esta "limpeza" do Gabinete, alguns membros do Comité Central francês da ARF, também renunciou.

## Lista de operações
Assassinatos realizados no âmbito da Operação Nêmesis incluem:
| Date                  | Location                                    | Target                                                            | Assassino(s)                          |
| --------------------- | ------------------------------------------- | ----------------------------------------------------------------- | ------------------------------------- |
| 19 de junho de 1920   | Tiflis, Georgia                             | Fatali Khan Khoyski Priméiro Ministro do Azerbaijan               | Aram Yerganian Misak Kirakosyan       |
| 15 de março de 1921   | Berlim, República de Weimar                 | Talaat Pasha Ministro do Interior Otomano                         | Soghomon Tehlirian                    |
| 18 de julho de 1921   | Império Otomano Istambul (Entente-occupied) | Behbud Khan Javanshir Ministro do Interior da Azerbaijan          | Misak Torlakian                       |
| 5 de dezembro de 1921 | Roma, Itália                                | Said Halim Pasha Grã-Vizir do Império Otomano                     | Arshavir Shiragian                    |
| 17 de abril de 1922   | Berlim, Alemanha                            | Behaeddin Shakir Membro fundador do Comitê para União e Progresso | Aram Yerganian                        |
| 17 de abril de1922    | Berlim, Alemanha                            | Ficheiro:CemalAzmi.jpg · Cemal Azmi · Wāli do Trebizond Vilarejo  | Arshavir Shiragian                    |
| 25 de julho de 1922   | Tiflis, Soviética Georgia                   | Djemal Pasha Governador da Syria                                  | Stepan Dzaghigian Bedros D. Boghosian |